# Pirkko-Liisa Lehtosalo-Hilander
Pirkko-Liisa Lehtosalo-Hilander, född 9 juni 1934 i 
Lahtis, är en finländsk arkeolog som särskilt inriktat sig på finsk vikingatid och korstågstid. Hon har arbetat mycket med Luistari gravfält i Eura. Åren 1984–1999 tjänstgjorde hon som docent vid Helsingfors universitet.